# Киреевский, Иван Васильевич
Ива́н Васи́льевич Кире́евский (22 марта [3 апреля] 1806, Москва — 11 [23] июня 1856, Санкт-Петербург) — русский религиозный философ

, литературный критик и публицист, один из главных теоретиков славянофильства. Старший брат П. В. Киреевского.
Главной философской темой И. В. Киреевского было самоопределение русской культуры перед лицом западноевропейской. Характерная разница между ними он объяснял особыми духовными, культурными и историческими корнями: отъединённостью Римской церкви от православия; односторонней, в форме латинской культуры, рецепцией античного наследия на Западе; насильственным, в большинстве своём, характером западной государственности (по сравнению с российской). В противовес вырастающей из западной культуры рационалистической философии, характеризуемой формальностью, отвлечённостью и расколотостью разума на отдельные «факультеты», Киреевский выдвигает проект построения русской философии, ориентирующийся на присущий отечественной культуре идеал «целостного разума» как органического единства интеллектуальной, моральной и эстетической способности человека.

## Биография
Происходил из семьи столбовых дворян Белёвского уезда Тульской губернии Киреевских. Родился 22 марта (3 апреля) 1806 года в Москве в семье Василия Ивановича Киреевского и Авдотьи Петровны. На шестом году лишился отца, умершего от тифа: он управлял Орловской больницей, где находились раненые русские и французские солдаты. В 1814 году в родовое имение Киреевских Долбино приехал близкий родственник Авдотьи Петровны, поэт В. А. Жуковский и прожил здесь почти два года; воспитание своих внуков-племянников, Ивана и Петра, Жуковский хотел сделать «одним из главных дел своей жизни». Хотя это намерение ему и не удалось осуществить, тем не менее между ним и племянниками установилась на всю жизнь прочная привязанность. Настроение Жуковского должно было повлиять на Киреевского в том же патриотическом духе, как и впечатления 1812 года; вкус к литературным занятиям был также развит в Киреевском Жуковским, советовавшим матери пустить всех детей по писательской дороге. К десяти годам Киреевский прочитал уже лучшие произведения русской и французской литературы, в двенадцать лет хорошо знал немецкий язык.
В 1822 году Елагины переехали в Москву. Здесь братья Киреевские занимались у лучших профессоров Московского университета: Мерзлякова, Снегирёва, Цветаева, Чумакова.
В 1823 году Киреевский поступил на службу в Московский архив Коллегии иностранных дел и стал одним из «архивных юношей», организовавших Общество любомудрия, которое самораспустилось в 1825 году после восстания декабристов.
Осенью 1829 года он посватался к любимой девушке и получил отказ. В начале 1830 года уехал в Германию, где находился его младший брат Пётр; в феврале-марте в Берлине он слушал лекции Гегеля; затем приехал к брату в Мюнхен, где слушал лекции Шеллинга; рассматривал Гегеля как рационалиста и последователя Аристотеля, как последнюю и высочайшую из возможных вершин западной мысли, которой должно быть противопоставлено русское мировоззрение, построенное на чувстве и чистой православной вере.
Осенью 1830 года, узнав о холере в Москве, срочно вернулся на родину. В 1832 году начал издавать журнал «Европеец» — запрещённый на третьем номере за его же статью «Девятнадцатый век», где были усмотрены требования конституции для России. Вкладывавшего в данное издание, что называется, всю свою душу, Киреевского в том же году постиг тяжелый внутренний кризис.
В 1834 году он женился на Наталии Петровне Арбеневой.
После многолетнего молчания в 1840-х гг. Киреевский попытался получить философскую кафедру в Московском университете, но его всё ещё считали неблагонадёжным.
Вместе со старцами Оптиной пустыни он стал работать над изданием сочинений Отцов Церкви. Духовником И. В. Киреевского стал схииеромонах Феодор.
В 1852 году славянофилы начинают издание «Московского сборника». Киреевский опубликовал в нём свою статью «О характере просвещения Европы и о его отношении к просвещению России», которая не понравилась властям, и выпуск журнала был прекращён.
В последние годы жизни Киреевский работает над курсом философии.
В 1856 году Киреевский умер от холеры. Был похоронен в Оптиной пустыни. В этом же году посмертно была опубликована его статья «О возможности и необходимости новых начал для философии» в журнале «Русская беседа».
В 1856 году были изданы труды Киреевского в 2 томах.

## Философские идеи
«…У нас есть Надежда и Мысль о великом назначении нашего отечества!»
В начале творчества Киреевского заметны «западнические» симпатии, вскоре сменившиеся мистицизмом и славянофильством. Отмечают, что его ранние взгляды — до постигшего его в 1832 г. внутреннего кризиса, существенно отличались от позднейших. 
Главенствующее место у Киреевского занимает идея цельности духовной жизни. Именно «цельное мышление» позволяет личности и обществу избежать ложного выбора между невежеством, которое ведёт к «уклонению разума и сердца от истинных убеждений», и логическим мышлением, способным отвлечь человека от всего важного в мире. Вторая опасность для современного человека, если он не достигнет цельности сознания, особенно актуальна, полагал Киреевский, ибо культ телесности и культ материального производства, получая оправдание в рационалистической философии, ведёт к духовному порабощению человека. Принципиально изменить ситуацию может только перемена «основных убеждений», «изменение духа и направления философии».
Как и Хомяков в учении о соборности, Киреевский связывал рождение нового мышления не с построением систем, а с общим поворотом в общественном сознании, «воспитанием общества». Как часть этого процесса общими («соборными»), а не индивидуальными интеллектуальными усилиями и должна была войти в общественную жизнь новая, преодолевающая рационализм, философия. Суть этого пути — стремление к сосредоточенной цельности духа, которая даётся только верой: «осознанием об отношении человеческой личности к личности Божества». Этому должна помочь также и аскеза — необходимый элемент не только жизни, но и философии. В то же время Киреевский отнюдь не считал бессмысленным опыт европейского философского рационализма: «Все ложные выводы рационального мышления зависят только от его притязания на высшее и полное познание истины».
Вообще, цельность духа — одно из центральных понятий философии Киреевского. Она сочетает в себе чувственный, душевный и духовный опыты. При этом последний подчиняет себе первые два. Человек может достичь этой цельности духа только путём постоянной аскезы, прежде всего внутренней, выражающейся в борьбе со страстями. Философ был сторонником идеи изначальной падшести человека, а потому считал, что только путём самостоятельного выстраивания собственной личности путём обращения к мистическому опыту человек может преодолеть первородный грех.

## Сочинения
- Киреевский И. В. Из писем И. В. Киреевского к В. А. Жуковскому / Сообщ. П. В. Жуковским // Русский архив, 1870. — Изд. 2-е. — М., 1871. — С. 959—965.
- Киреевский И. В. Критика и эстетика. — М.: Искусство, 1979. — 440 с. — (История эстетики в памятниках и документах). — 20 000 экз.
  -  / Сост., авт. вст. ст., авт. прим. Ю. В. Манн. — 2-е изд., испр. и доп. — М.: Искусство, 1998. — 464 с. — (История эстетики в памятниках и документах). — ISBN 5-210-00917-3.
- Киреевский И. В. Избранные статьи. — М.: Современник, 1984. — 384 с. — (Библиотека «Любителям российской словесности»). — 20 000 экз.
- Киреевский И. В. Разум на пути к истине: Философские статьи, письма, дневник. — М.: Правило веры, 2002. — 662 с. — 4000 экз. — ISBN 5-7533-0119-3.
- Киреевский И. В. О характере просвещения Европы и о его отношении к просвещению России. — СПб.: Общество памяти игуменьи Таисии, 2006. — 112 с. — 800 экз.
- Киреевский И. В., Киреевский П. В. Полное собрание сочинений: В четырёх томах / Сост. А. Ф. Малышевский. — М.: Гриф, 2006. — ISBN 5-89668-104-6.
- Киреевский И. В. Духовные основы русской жизни. — М.: Институт русской цивилизации, 2007. — 448 с. ISBN 978-5-902725-07-7

### Электронные публикации
- О характере просвещения Европы и о его отношении к просвещению России : (Письмо к г. Е. Е. Комаровскому) / [Соч.] И. Киреевского. — [Москва] : тип. Ал. Семена, ценз. 1852. — 68 с.
- Иван Васильевич Киреевский «Полное собрание сочинений. Том 1. 1911»
- Иван Васильевич Киреевский «Полное собрание сочинений. Том 2. 1911»